# Šinkovica Bednjanska
Šinkovica Bednjanska is een plaats in de gemeente Bednja in de Kroatische provincie Varaždin. De plaats telt 129 inwoners (2001).